# Trupanea conjuncta
Trupanea conjuncta
 es una especie de insecto díptero que Adams describió científicamente por primera vez en el año 1904.
Esta especie pertenece al género Trupanea de la familia Tephritidae.